# Samson et Dalila
Samson et Dalila, in italiano Sansone e Dalila, è un'opera lirica in tre atti di Camille Saint-Saëns ispirata al noto episodio biblico di Sansone e Dalila. Questo soggetto biblico e le scelte drammaturgiche e formali di Saint-Saëns posizionano Samson et Dalila a metà strada tra l'opera e l'oratorio.
L'opera debuttò al Teatro Granducale di Weimar in lingua tedesca (Simson und Delila) il 2 dicembre 1877 con Hans Feodor von Milde (Oberpriester), sotto la direzione di Eduard Lassen, riscuotendo un grande successo. Quando fu eseguita in lingua francese a Rouen per la prima volta, il 23 marzo 1890, però, non suscitò l'entusiasmo del pubblico. Nonostante le premesse, l'opera si riscattò, e divenne poi la composizione operistica più famosa di Saint-Saëns, ed è tuttora nel repertorio operistico dei principali teatri del mondo. Shirley Verrett ha fatto del ruolo di Dalila uno dei suoi cavalli di battaglia, ma si ricordano anche Fiorenza Cossotto, Agnes Baltsa, Grace Bumbry e, odiernamente, Anita Rachvelishvili.

## Trama

### Atto I
Davanti al tempio di Dagon, a Gaza, gli ebrei, vessati dai filistei, compiangono il loro destino, chiedendo aiuto al Signore. Samson li esorta ad avere fede nel Signore, e che presto lui riuscirà a liberarli dal giogo della schiavitù. Dopo averlo sentito, Abimelech, un satrapo, schernisce gli ebrei e il loro Dio, e viene affrontato da Samson. Tuttavia il superbo satrapo perde contro Samson e viene ucciso, e il suo seguito fugge via. Samson e gli ebrei fuggono da un'altra parte. Il Gran Sacerdote, uscito dal tempio, dopo aver visto il cadavere di Abimelech, ordina che gli ebrei siano sterminati, ma giunge in quel momento un messaggero che comunica che gli Ebrei stanno devastando il paese, e per sicurezza, il Gran Sacerdote parte per rifugiarsi nelle montagne. Gli ebrei ritornano e  festeggiano in piazza ringraziando il Signore. Dal tempio escono delle sacerdotesse filistee, tra cui Dalila, che ha deciso di supplire con l'astuzia alla sconfitta sul campo, perciò celebra la vittoria di Samson e gli dice di amarlo. Samson è combattuto da diversi sentimenti, ma nonostante i richiami di un vecchio saggio ebreo  è deciso a seguire la donna nella sua casa.

### Atto II
Mentre Dalila attende l'arrivo di Samson, prega Dagon affinché aiuti il suo proposito di vendicare i filistei. Il Gran Sacerdote arriva, si informa del piano di Dalila ed entrambi giurano la morte di Samson.  Uscito il Gran Sacerdote, entra Samson quasi pentito di essere giunto lì: Dalila allora lo convince con tutte le sue arti seduttorie (Mon coeur s'ouvre a ta voix) e Samson cade alla sua mercé, ma si rifiuta di rivelare il segreto della sua forza. Dalila lo accusa di non amarlo e rientra in casa. Mentre infuria in cielo la collera divina, Samson si decide e la segue. Poco dopo arrivano gli sgherri del Sacerdote, chiamati da Dalila e fanno Samson loro prigioniero.

### Atto III
Samson, cieco e senza capelli, e quindi privo della forza che questi gli conferivano, si lamenta nel carcere mentre spinge una macina. Prega che i fratelli ebrei non subiscano la stessa sorte, ma sente che questi, anche loro in prigionia, lo maledicono per colpa di Dalila. Samson viene condotto nel tempio di Dagon.
Qui si festeggia con un'orgia sfrenata la vittoria dei filistei. Samson entra, schernito dal Gran Sacerdote, che sfida Dio, provocandolo a restituire la forza a Samson. Tutto il tempio inneggia a Dagon, unico e vero dio; alla folla si unisce anche Dalila che si prende gioco di Samson. Allora lui si fa condurre da un fanciullo presso le due colonne madri del tempio, e prega Dio di restituirgli la sua antica forza, facendole crollare e con lui morire tutti quelli che si trovavano al suo interno.

## Brani famosi
- Dieu! Dieu d’Israël! (Coro, Atto I)
- Printemps qui commence (Dalila, Atto I)
- Amour, viens aider ma faiblesse (Dalila, Atto II)
- Mon cœur s'ouvre à ta voix (Dalila, Atto II)
- Baccanale (Atto III)

## Discografia (selezione)
| Anno | Cast (Samson, Dalila, Gran Sacerdote)            | Direttore        | Etichetta           |
| ---- | ------------------------------------------------ | ---------------- | ------------------- |
| 1963 | Jon Vickers, Rita Gorr, Ernest Blanc             | Georges Prêtre   | EMI                 |
| 1978 | Plácido Domingo, Elena Obraztsova, Renato Bruson | Daniel Barenboim | Deutsche Grammophon |
| 1989 | José Carreras, Agnes Baltsa, Jonathan Summers    | Colin Davis      | Philips             |
| 1991 | Placido Domingo, Waltraud Meier, Alain Fondary   | Myung-whun Chung | EMI                 |